# Lamine Guèye (skiløber)
Lamine Guèye (18. juli 1960, Dakar) er en senegalesisk skiløber, og den nuværende præsident for det Senegalesiske Skiforbund, som han grundlagde i 1979. Guèye deltog for Senegal ved Vinter-OL i 1984, 1992 og 1994. Han var den første sorte afrikaner til at deltage ved Vinter-OL, og han har deltaget 25 gange i den Alpine verdenscup og fem gange i det Alpine Verdensmesterskab. Han forsøgte at deltage ved Vinter-OL i 2002, men var ikke i stand til det, da kvalifikationsløbene han skulle have deltaget i blev aflyst.
Guèye har været en prominent person når det kommer til at tiltrække opmærksomhed til det han kalder diskriminerende regler for kvalifikation til Vinter-OL, og han har skrevet til den Internationale Olympiske Komite, som han ønsker at give alle lande ret til at deltage i Vinter-OL, som det var tilfældet til og med Vinter-OL i 1992, og det stadig er tilfældet med Sommer-OL.